# Lygropia
Lygropia är ett släkte av fjärilar. Lygropia ingår i familjen Crambidae.

## Bildgalleri

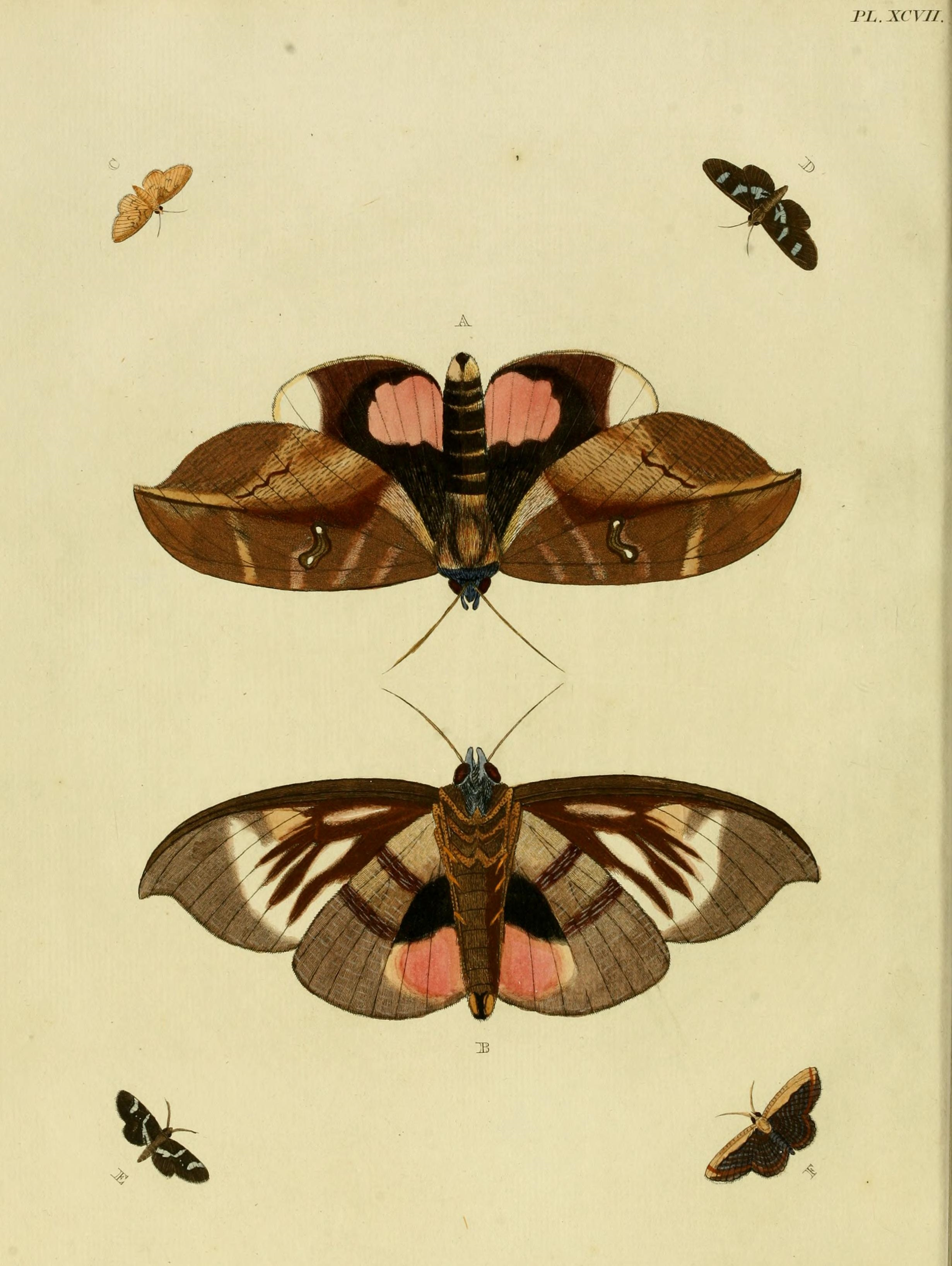

## Dottertaxa tillLygropia, i alfabetisk ordning[1]
- Lygropia acastalis
- Lygropia acosmialis
- Lygropia alitemeralis
- Lygropia amplificata
- Lygropia amyntusalis
- Lygropia anaemicalis
- Lygropia anthracopis
- Lygropia antithetis
- Lygropia arenacea
- Lygropia atrinervalis
- Lygropia bicincta
- Lygropia bilinealis
- Lygropia calanticalis
- Lygropia cernalis
- Lygropia chryselectra
- Lygropia chrysoplasta
- Lygropia chrysozonalis
- Lygropia clytusalis
- Lygropia cosmia
- Lygropia critheisalis
- Lygropia disarche
- Lygropia distorta
- Lygropia domingalis
- Lygropia egerialis
- Lygropia erythrobathrum
- Lygropia euryclealis
- Lygropia falsalis
- Lygropia flabelligera
- Lygropia flavicaput
- Lygropia flavinotalis
- Lygropia flavispila
- Lygropia flavivialis
- Lygropia flavofuscalis
- Lygropia foviferalis
- Lygropia fulvescens
- Lygropia fusalis
- Lygropia fuscicostalis
- Lygropia gestatalis
- Lygropia glaphyra
- Lygropia graphicalis
- Lygropia haroldi
- Lygropia heliosalis
- Lygropia heronalis
- Lygropia holoxanthalis
- Lygropia hyalostictalis
- Lygropia hypoleucalis
- Lygropia imparalis
- Lygropia implexa
- Lygropia insignis
- Lygropia joashiria
- Lygropia joelalis
- Lygropia leialis
- Lygropia lelex
- Lygropia leucocepsalis
- Lygropia leucostolalis
- Lygropia maritzalis
- Lygropia mediana
- Lygropia melanoperalis
- Lygropia minutalis
- Lygropia mioswari
- Lygropia murinalis
- Lygropia nigricornis
- Lygropia nigripunctalis
- Lygropia nigropuncta
- Lygropia nipponica
- Lygropia notata
- Lygropia nymphulalis
- Lygropia oblita
- Lygropia obrinusalis
- Lygropia obscuralis
- Lygropia ochracealis
- Lygropia ochrotalis
- Lygropia orthotoma
- Lygropia phaeocraspia
- Lygropia phaeoneuralis
- Lygropia phaeoxantha
- Lygropia phrixias
- Lygropia plagiferalis
- Lygropia pogonodes
- Lygropia poltisalis
- Lygropia polytesalis
- Lygropia polytimeta
- Lygropia pompusalis
- Lygropia prognealis
- Lygropia propinqualis
- Lygropia rheumatica
- Lygropia rivulalis
- Lygropia rotundalis
- Lygropia schematospila
- Lygropia scybalistia
- Lygropia semiflava
- Lygropia semizebralis
- Lygropia shevaroyalis
- Lygropia simplalis
- Lygropia sinonalis
- Lygropia straminea
- Lygropia strigilalis
- Lygropia syleptalis
- Lygropia szentivanyi
- Lygropia tabidialis
- Lygropia teneralis
- Lygropia tetraspilalis
- Lygropia trigalis
- Lygropia unicoloralis
- Lygropia vecordalis
- Lygropia venadialis
- Lygropia viettalis
- Lygropia xanthomela
- Lygropia xanthozonalis
- Lygropia yerburyi